# Karen Damen
Karen Franciska Maria Louisa Damen (née à Wilrijk, en Belgique, le 28 octobre 1974) est une chanteuse, actrice et présentatrice belge connue comme étant la chanteuse rousse de K3, un groupe musical de filles très populaire en Flandres.

## Vie publique
Karen a suivi des études de sciences humaines (langues modernes) et a travaillé dans le secteur du commerce à Anvers.
Outre sa participation à K3 et à des comédies musicales, elle a joué dans la série télévisée Het Huis Anubis et dans l'émission de jeu-télé Taxi Taxi. Durant la saison 2009-2010, elle a été l'une des candidates du quiz populaire  La personne la plus intelligente au monde. En 2012, elle a été l'une des juges de l'émission de télévision Belgium's Got Talent.
En 2013, elle est également apparue dans la série Oncle Mop.
Depuis 2012, elle participe à l'émission Scheire en de schepping.
Elle est surtout connue en Belgique néerlandophone. 

## Vie privée
Karen a eu une relation avec Gert Verhulst en 2004 et avec Christian Olde Wolbers, guitariste-bassiste du groupe de heavy metal Fear Factory, en 2005.
Aujourd'hui, elle partage sa vie avec Antony Van der Wee, le batteur de The Ditch.
En 2010, Karen Damen a donné naissance à un fils.

## Filmographie
- 1994 et 1997 : Familie Backeljau
- 2000 et 2002 : Samson & Gert : elle-même
- 2003- : De Wereld van K3 : présentatrice
- 2004 : K3 en het magische medaillon : elle-même
- 2006 : K3 en het ijsprinsesje : elle-même
- 2006-2007 : Het Huis Anubis : la professeur d'éducation physique Esther Verlinden
- 2006 : Piet Piraat en het Vliegende Schip
- 2007 : K3 en de kattenprins : elle-même
- 2009 : K2 zoekt K3 : elle-même
- 2010 : K3 en het wensspel : elle-même
- 2010- : Hallo K3! : elle-même
- 2011 : K3 en het droombed : elle-même
- 2012 : K3 Bengeltjes : elle-même
- 2014 : K3 Dierenhotel : elle-même

## Musique
- Doornroosje (2003) - Karamella
- De 3 Biggetjes (2004 & 2007) - Knarri
- Taxi Taxi (2005 - 2006)
- Alice in Wonderland (2011) - Zichzelf (Karen)